# グルグスティウス
グルグスティウス（Gurgustius、ウェールズ語：Gwrwst）は、年代記編纂者ジェフリー・オブ・モンマスの『ブリタニア列王史』に語られている、ブリトン人の伝説的王である。
彼はリウァロの息子であり、自身の息子シシリウス1世に跡を継がせた。そしてグルグスティウスの甥（もしくは孫）イアゴー (ブリテン王)がさらにその跡を継いだ。ジェフリーはこれを超えた情報を明記していない
。

## イアゴーとの関係
『ブリタニア列王史』において、グルグスティウスは彼の息子シシリウスへ跡を継ぎ、シシリウスはイアゴーに跡を継がせたとされている。ラテン語のテキストではイアゴーを「Iago Gurgustii nepos」と記している。これは一般的に解釈すると、「グルグスティウスの甥、イアゴー」という意味になる。しかし、代わりに「グルグスティウスの孫、イアゴー」を意味する可能性もある。後世の解釈の例として、イアゴーをシシリウスの息子とするベイジンワークの黒本 やイアゴーをグルグスティウスの孫とするマイケル・A・ファレトラの2007年の訳
がある。

## 後の文化
『バグランの書』（1600～1607年）はグルグスティウスに「 Gorwst」という名前を与え、彼の次男アントニウスはコーンウォール公であったと述べている。